# Membrana interossea antebrachii
Die Membrana interossea antebrachii ist eine breitflächige bandartige Verbindung (Syndesmose) des Unterarms, die Speiche (Radius) und Elle (Ulna) miteinander verbindet. Die Membran ist einige Millimeter breit und dient als Muskelansatzfläche für verschiedene Unterarmmuskeln. Ihr Ansatzpunkt an der Speiche (radialer Ursprung) liegt unterhalb (distal) der Stirnfläche des Radiuskopfes, die ulnare Anheftung distal der Spitze des Ellenbogenhöckers (Olecranon).
Bei einigen Säugetieren (beispielsweise Huftieren) verknöchert die Verbindung zwischen Elle und Speiche, so dass keine Membrana interossea antebrachii ausgebildet ist.
Die straffe Verbindung zwischen Elle und Speiche führt dazu, dass es bei vorzeitigem Schluss der Epiphysenfuge der Elle zu einer Verkrümmung der Speiche (Radiuskurvensyndrom) und einer Valgusstellung kommt. Diese Erkrankung kommt vor allem bei Haushunden vor.